# Kripp

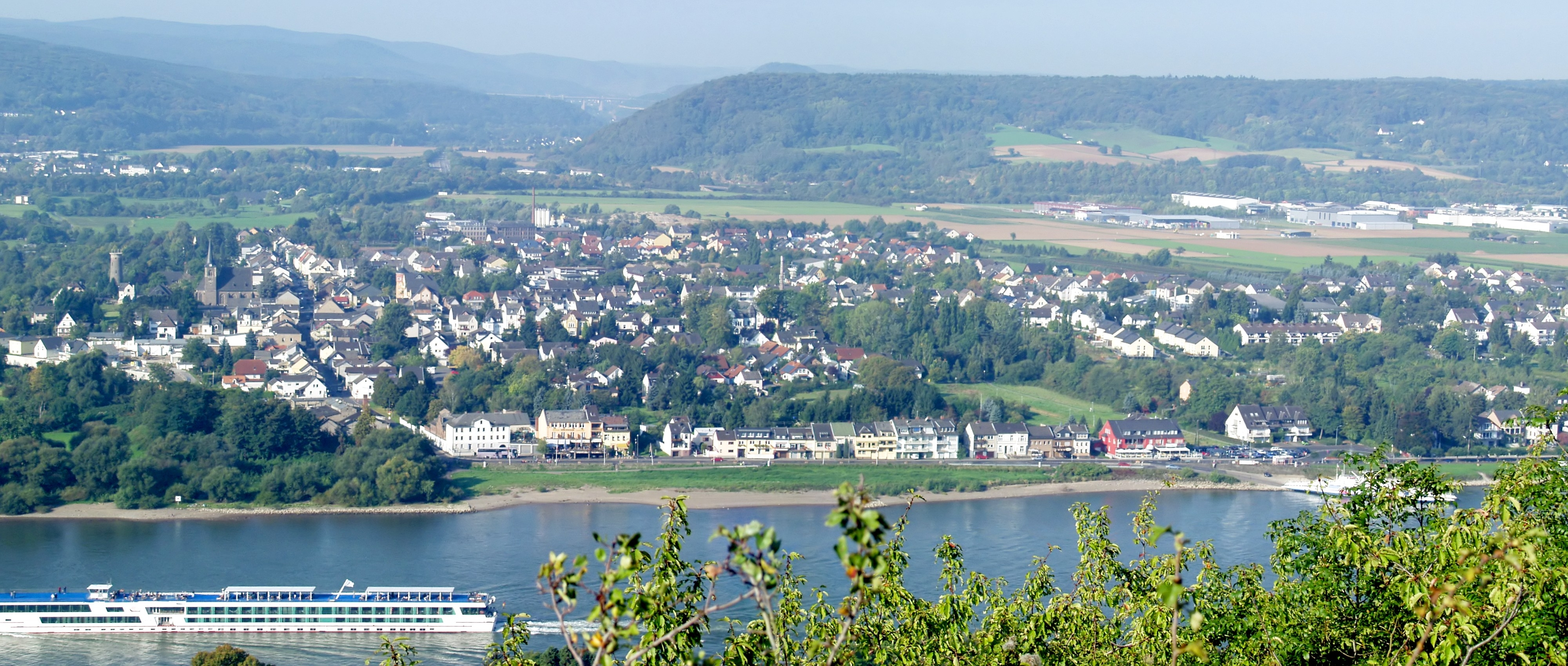
Kripp – Ansicht von der anderen Rheinseite

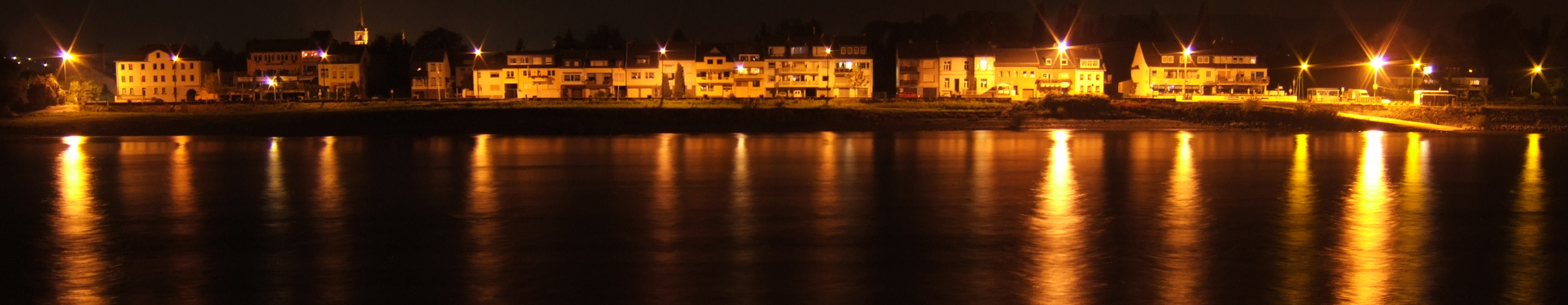
Rheinpromenade in Kripp

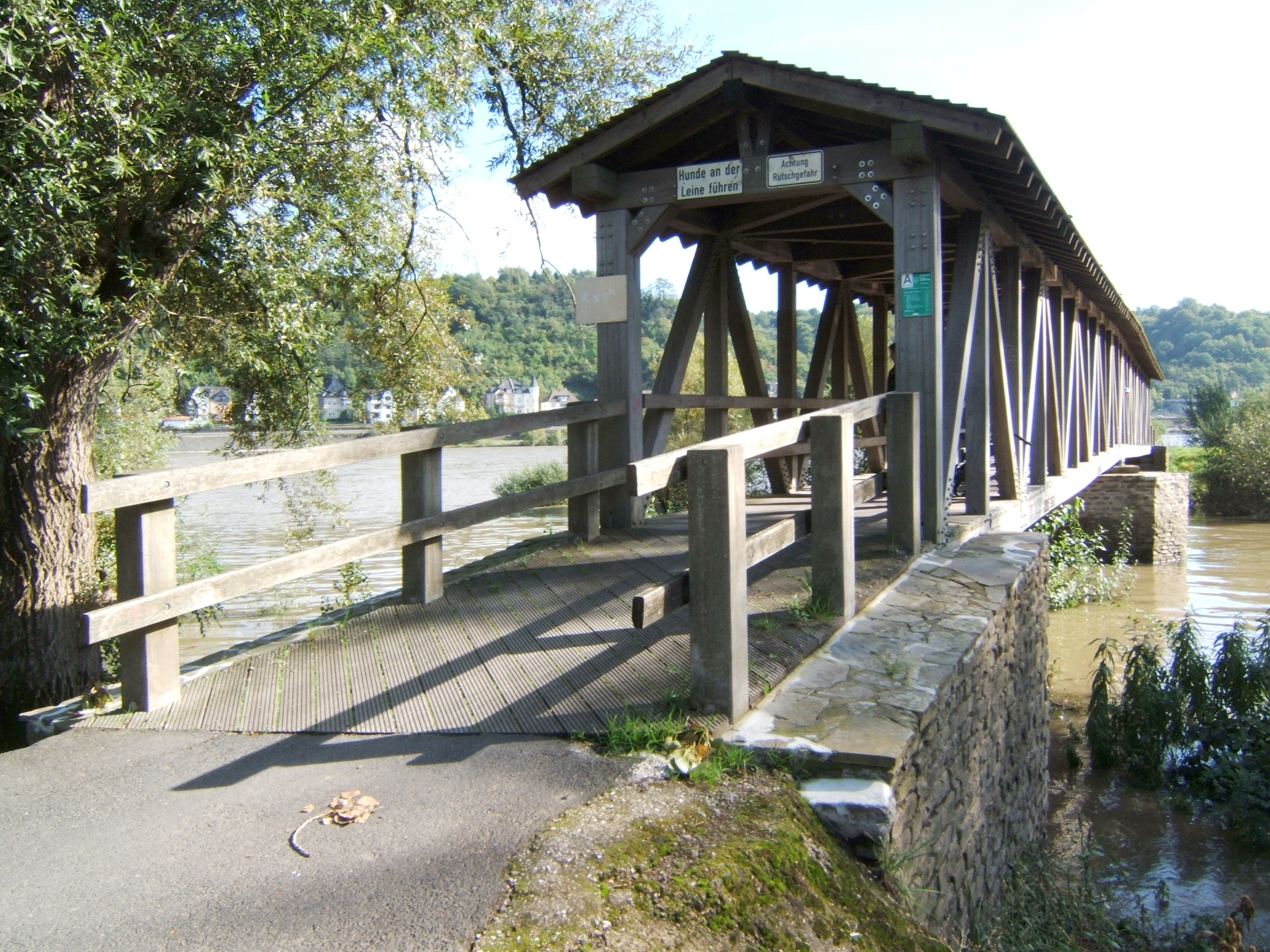
Die Ahrbrücke in Kripp

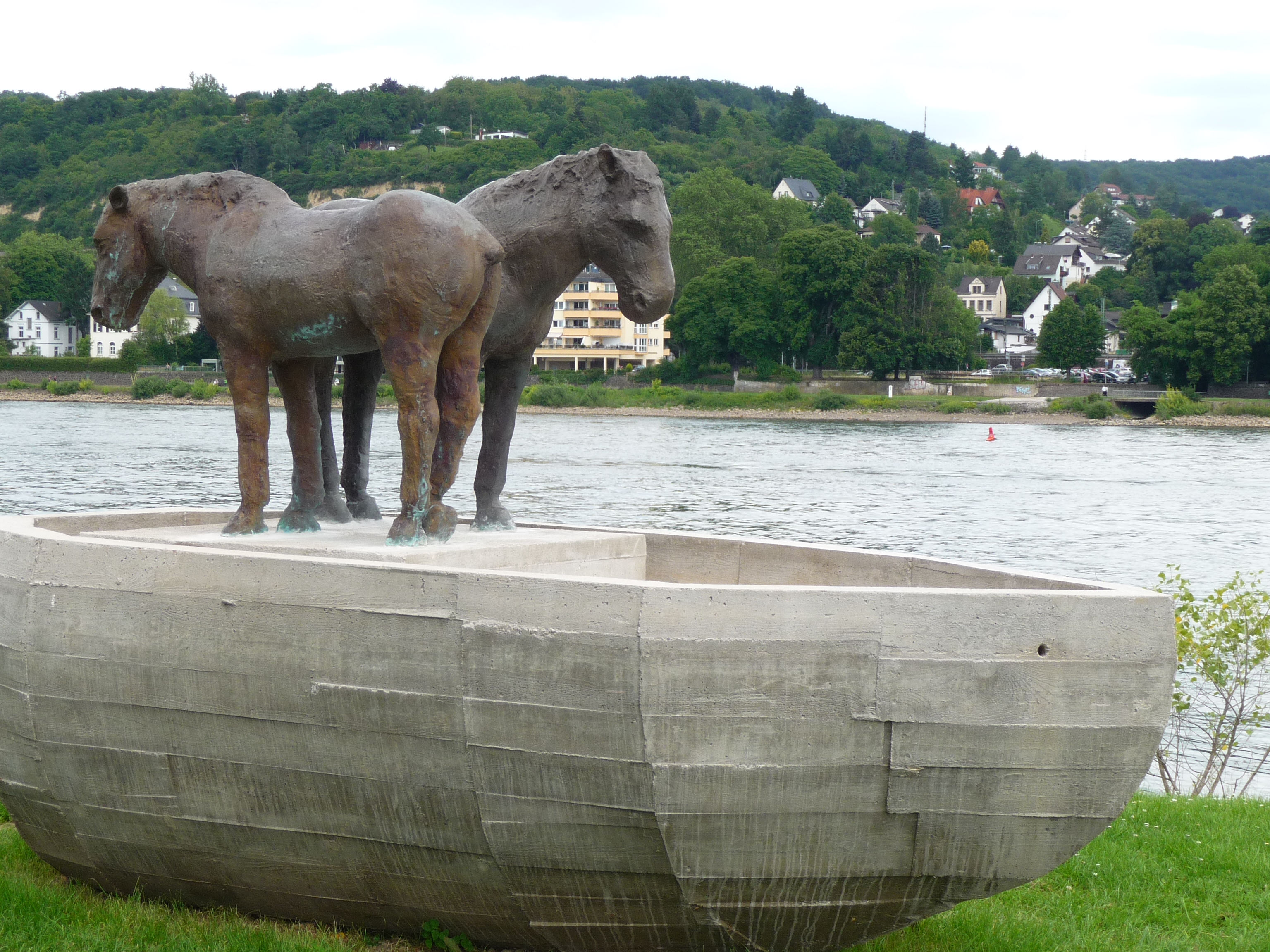
Johannes Brus: 2 Pferde und ein Boot, 2008

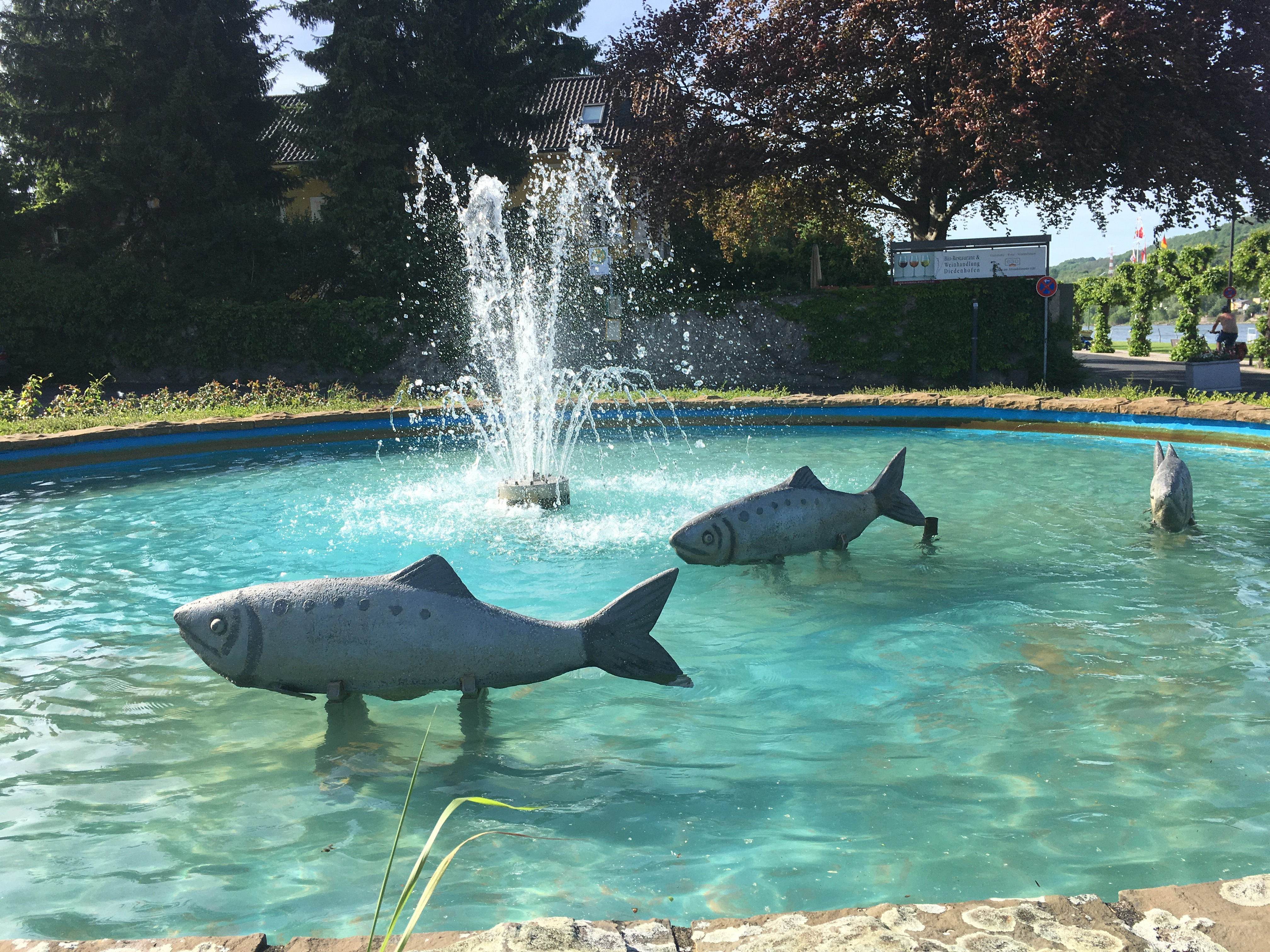
Fintenbrunnen in Kripp

Kripp ist einer von sechs Ortsbezirken und zugleich einer von acht Ortsteilen der verbandsfreien Stadt Remagen im Landkreis Ahrweiler im Norden von Rheinland-Pfalz. Im Juni 2020 besaß der Ortsbezirk 3756 Einwohner.

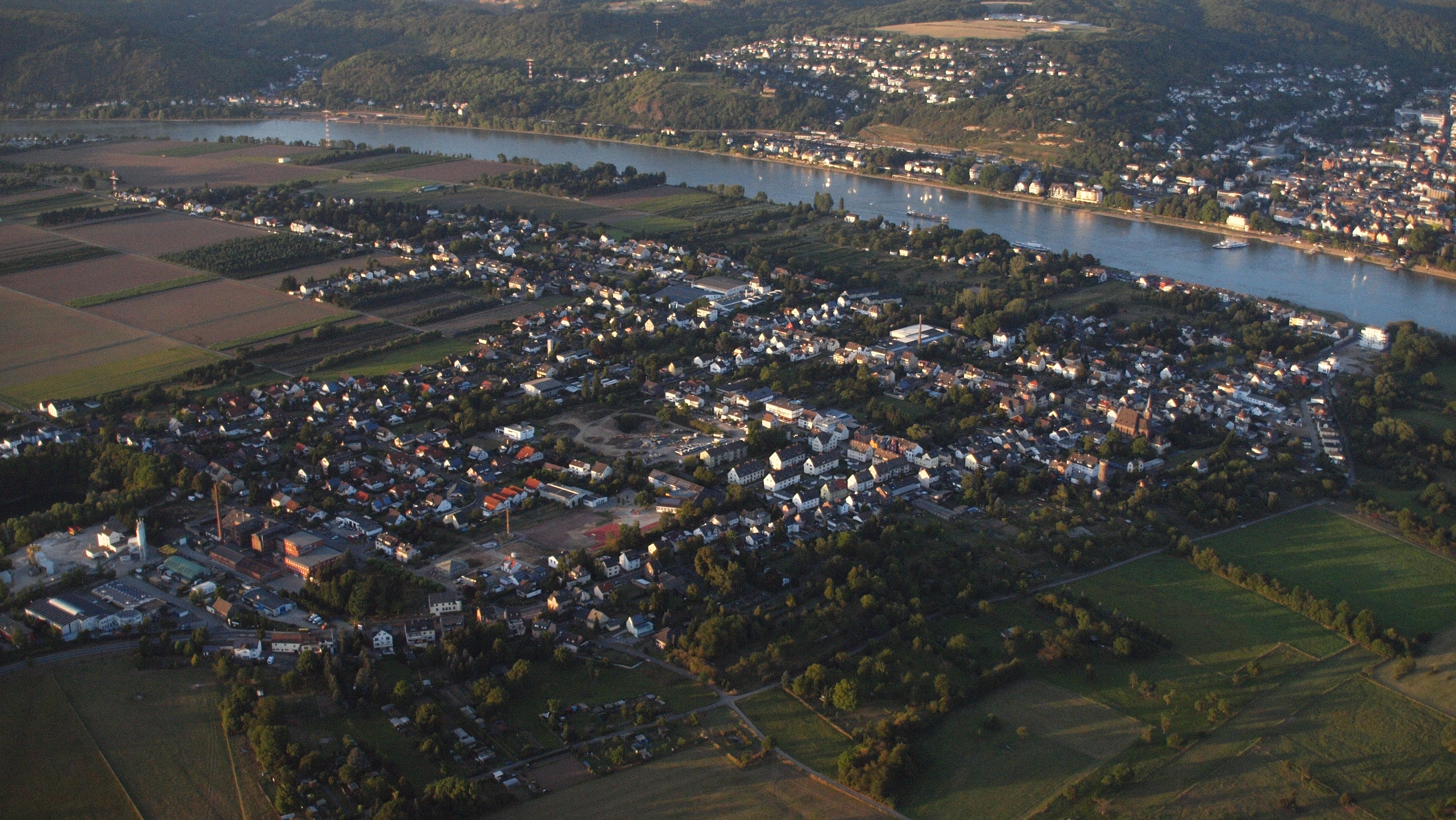
Luftaufnahme von Kripp aus südlicher Richtung

## Geschichte
Urkundlich wurde Kripp erstmals 1474 erwähnt, als im Burgundischen Krieg kaiserliche Truppen die gegenüberliegende Stadt Linz beobachteten. Erst Anfang des 18. Jahrhunderts wurde der Ort Kripp stärker besiedelt. Das erste Haus wurde 1706 vom Linzer Bürger Johann Breuer errichtet, dieses Jahr gilt als Gründungsdatum des Ortes Kripp.
Der Name der Ortschaft ist auf die Zeit der Treidelschifffahrt zurückzuführen, da an der Stelle eine Futterstelle (Krippe) für die Treidelpferde eingerichtet war. Kripp war eine bedeutende Zwischenstation der Treidelschifffahrt zwischen Köln und Koblenz.
Die Caledonia war das erste Dampfschiff, das Kripp am 13. November 1817 passierte, denn die Defiance hatte es nur bis nach Köln geschafft. Als noch mehr Dampfschiffe verfügbar waren und den Rhein befuhren, insbesondere durch den Ausbau der Flotte durch Haniel und Stinnes, ließen es die Treidler an Einsicht für die notwendigen strukturellen Veränderungen mangeln und beschossen 1848 die Dampfschiffe. Es kam sogar eine Kanone zum Einsatz, jedoch wurde keines der Schiffe versenkt. Die Kanone ist noch heute als Denkmal eines unbeugsamen Willens, oder einer „halsstarrigen Fortschrittsfeindlichkeit“ am Rhein auf einem Sockel nahe der Fähranlegestelle zu sehen. Der Aufstand griff auch auf andere Treidelstationen von Wesseling bis Weißenthurm über. Es ist ebenfalls überliefert, dass die alten Kripper „wilde Gesellen“ gewesen sein müssen – an die Obrigkeit in Remagen wurden entsprechende Beschwerden herangetragen.
Zur Blüte gelangte Kripp mit dem Brennen von Ziegelsteinen aus Lehm, der nun dort gefunden und abgebaut wurde. Ein Unternehmer aus Italien nahm sich des Geschäftes an und brannte die Ziegel für eine Lederfabrik. Die Arbeiter entlohnte er ebenfalls mit Ziegeln; freilich nur mit den schlechten. Aus den guten Ziegeln wurde die Lederfabrik, die noch heute steht, aus den schlechten die Kripper Häuser gebaut. Aus Kripper Ziegeln wurde von 1900 bis 1903 auch die römisch-katholische Kirche St. Johannes Nepomuk errichtet.
Als man schließlich keine Ziegel mehr brannte, wurden die Arbeiter mit Schnaps bezahlt und auch mit selbst gemachtem Geld. In der Lederfabrik, erbaut 1905, fanden bis zu 170 Menschen Arbeit.
Als der gesamte Lehm für die Ziegel abgetragen war, trat nun das darunter liegende Kiesbett zu Tage. Geschäftstüchtig verarbeiteten die Kripper auch dieses und machten daraus Beton. Die Beton-Union steht heute noch dort.
Die bis etwa 1933 alljährlich wiederkehrenden Schwärme des heringsartigen Fisches Finte haben bis heute ihre unmittelbare Wirkung auf Namensgebung und Brauchtum in Kripp. Über die Kripper gibt es ein Schmähwort aus den umliegenden Orten: „Kripper Fente, rüch ens, wat se stinke“ (auf Hochdeutsch etwa: „Kripper Finte, riech mal, wie die stinken“). So wurde 1951 die Karnevalsgesellschaft „Kripper Fente“ gegründet. Am 29. Dezember 1953 wurde das Fährschiff „Finte“ in Dienst gestellt – heute außer Dienst. 1955 war Friedel Valentin der erste Kripper Karnevalsprinz mit einem Fintenfisch auf der Prinzenuniform. 1998 wurde die Karnevalsgesellschaft „Kripper Fente KG“ als Nachfolger der „Kripper Fente“ gegründet.
Die eigentliche Erfolgsgeschichte von Kripp begann mit der Entdeckung der Maria-Luisen-Quelle, die bei einem Hochwasser durch das Auftreten kleiner Luftbläschen gefunden wurde. Kripp wurde daraufhin zu „Bad Kripp“. Es bildete sich ein Kurhaus. Die Bundesstraße 266 wurde ausgebaut, bis in den 1950er Jahren die Quelle zerfiel. Das Wasser wurde unrein und nicht mehr genießbar, blieb jedoch Grundlage für die Limonadenherstellung durch die Quellen-Lehnig AG.
Die Abfüllanlagen zweier Quellen wurden aufgegeben. Wegen akuter Einsturzgefahr der Ruine in der Quellenstraße ist mittlerweile der Gehweg gesperrt. Die Industriebauten werden von der Natur zurückerobert und Jahr für Jahr von dichteren Teppichen aus Brombeerranken und wildem Wein überwuchert. Jeden Frühling zur Zeit des Hochwassers bahnt sich die Ahr ihren Weg durch die verwilderten Grundstücke.

## Ort

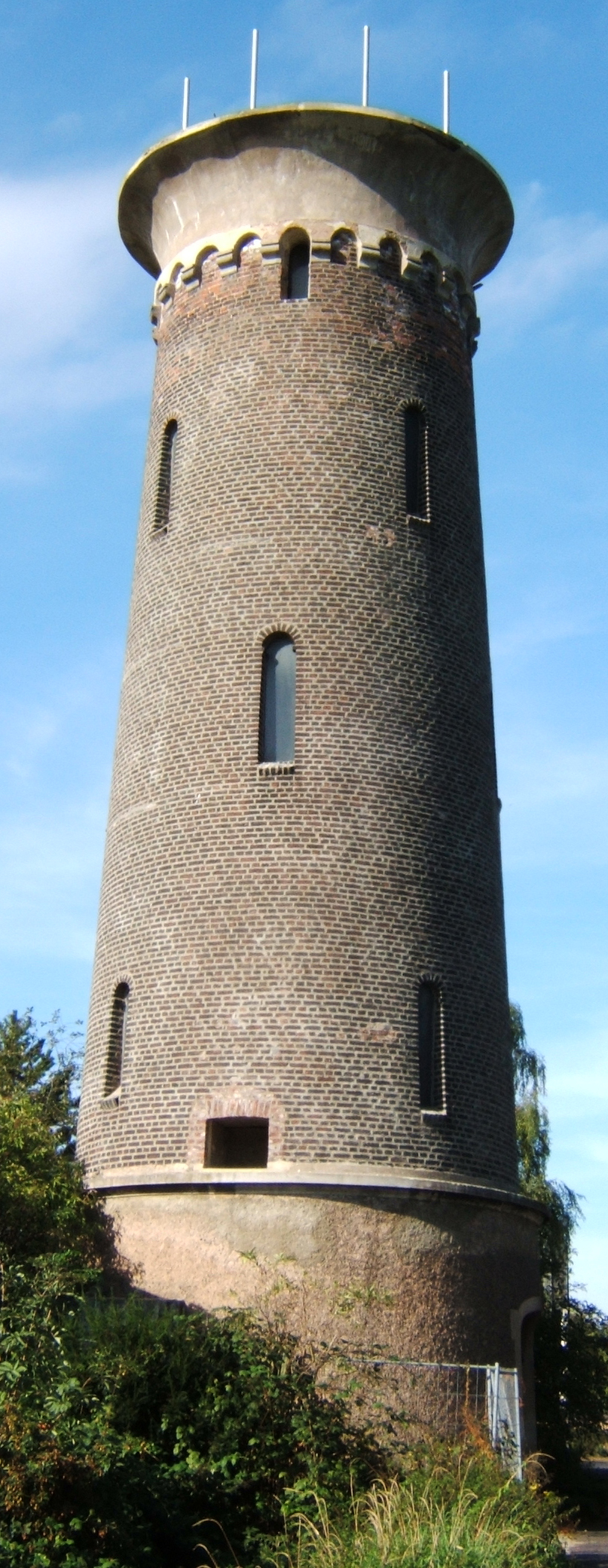
Der Kripper Wasserturm

Kripp teilt sich in das Ober- und Unterdorf, unterschieden nach der Höhenlage am Rheinufer. Sein Wahrzeichen ist der Kripper Wasserturm (erbaut 1904), der sich weithin sichtbar über die Gärten erhebt und unter Denkmalschutz gestellt wurde.
Wichtig für die Bevölkerung sind die zwei Bäckereien zur Versorgung mit Gütern des täglichen Bedarfs.
Die B266 führt durch den Ort und endet erstmal am Rheinufer. Dort verkehrt die Fähre, die Reisende nach Linz trägt. In anderer Richtung führt die B 266 ins Ahrtal, wo an den steilen, kargen Schieferhängen Weine in winzerischer Handarbeit angebaut werden. Während der Wartezeit können Reisende sich im Weinkontor direkt neben der Fähranlegestelle einen Vorrat davon zulegen.
Campingfreunden ist Kripp ein Begriff ob des Campingplatzes Goldene Meile, der auch im Winter gut besucht ist. Vom Rhein aus erkennt man auch den früheren Charakter von Kripp als Standort von Obstplantagen.
Um der Freiwilligen Feuerwehr im Hochwasserfall das Bauen und Versetzen von Stegen zu ersparen, wurde ein Kanal, namens „Ingo-Wolf-Kanal“, angelegt. Versorgungs- und Transportboote können so, sogenannte Jahrhunderthochwasser einmal ausgenommen, Bewohner des Hochwassergebietes und Versorgungsgüter „trockenen Fußes“ an Land bringen.
Neben einer Grundschule sind drei Kindergärten in Kripp beheimatet.

## Politik

### Ortsbezirk
Kripp ist einer von sechs Ortsbezirken der Stadt Remagen. Der Stadtteil wird von einem Ortsbeirat sowie einem Ortsvorsteher politisch vertreten.

### Ortsbeirat
Der Ortsbeirat besteht aus zwölf Mitgliedern, die bei der Kommunalwahl am 9. Juni 2024 in einer personalisierten Verhältniswahl gewählt wurden, und dem ehrenamtlichen Ortsvorsteher als Vorsitzendem. Laut Hauptsatzung der Stadt vom Juni 2019 wurde ab der Wahl 2024 die bisherige Zahl von zehn Sitzen um zwei angehoben.
Die Sitzverteilung im Ortsbeirat:
| Wahl | SPD | CDU | Grüne | FBL | Gesamt   |
| ---- | --- | --- | ----- | --- | -------- |
| 2024 | –   | 2   | 2     | 8   | 12 Sitze |
| 2019 | –   | 1   | 3     | 6   | 10 Sitze |
| 2014 | 2   | 4   | 1     | 3   | 10 Sitze |
| 2009 | 1   | 4   | 1     | 4   | 10 Sitze |

- FBL = Freie Bürgerliste Kripp

### Ortsvorsteher
Axel Blumenstein (FBL) wurde Mitte August 2019 Ortsvorsteher von Kripp. Bei der Direktwahl am 26. Mai 2019 war er mit einem Stimmenanteil von 85,90 % für fünf Jahre gewählt worden. Bei der Kommunalwahl am 9. Juni 2024 wurde er als einziger Bewerber mit einem Stimmenanteil von 83,2 % für weitere fünf Jahre wiedergewählt.
Blumensteins Vorgänger Heinz-Peter Hammer (CDU) hatte das Amt seit 2004 ausgeübt, wobei die vorangegangene Wahl 2014 bereits ohne Gegenkandidaten gewonnen wurde. Zur Wahl 2019 mit Aufstellung des derzeitigen Ortsvorstehers ist er nicht erneut angetreten, wodurch auch bei dieser Wahl kein Gegenkandidat zur Verfügung stand.

## Religion
- Katholische Pfarrgemeinde St. Johannes Nepomuk Kripp
- Evangelisch-Freikirchliche Gemeinde Rhein-Ahr  (Credogemeinde)

## Kultur

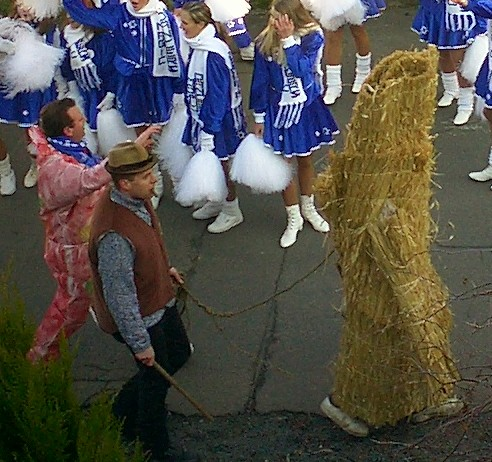
Strohbär aus Naturstroh und sein Treiber in Kripp (2005)

- Zu den alljährlichen Höhepunkten zählt das Strohbärentreiben im Rahmen des jährlichen Karnevalszuges am Karnevalssamstag.
- Am 2. Juni 2017 fand – zum ersten Mal in Rheinland-Pfalz – die offizielle Feier des jährlichen Maifischbesatzes in den Rhein in Kripp statt. Gleichzeitig wurden ca. 200.000 Maifischlarven in der Ahrmündung ausgesetzt. Während der Feier gab Staatssekretär Griese vom rheinland-pfälzischen Umweltministerium bekannt, dass das EU-Maifischprogramm unter der Leitung von Dr. Andreas Scharbert von Erfolg gekrönt ist und erstmals ein Laichgebiet mit hunderten von Maifischen bei Koblenz entdeckt wurde.[17] Weiterhin wurde eine Maifischausstellung des Poller Heimatmuseums in Zusammenarbeit mit dem Poller Maigeloog mit über 150 Bildtafeln über Maifisch und Maifischfang in Köln-Poll, am Rhein, in Straßburg, in Europa und in Amerika gezeigt.[18]

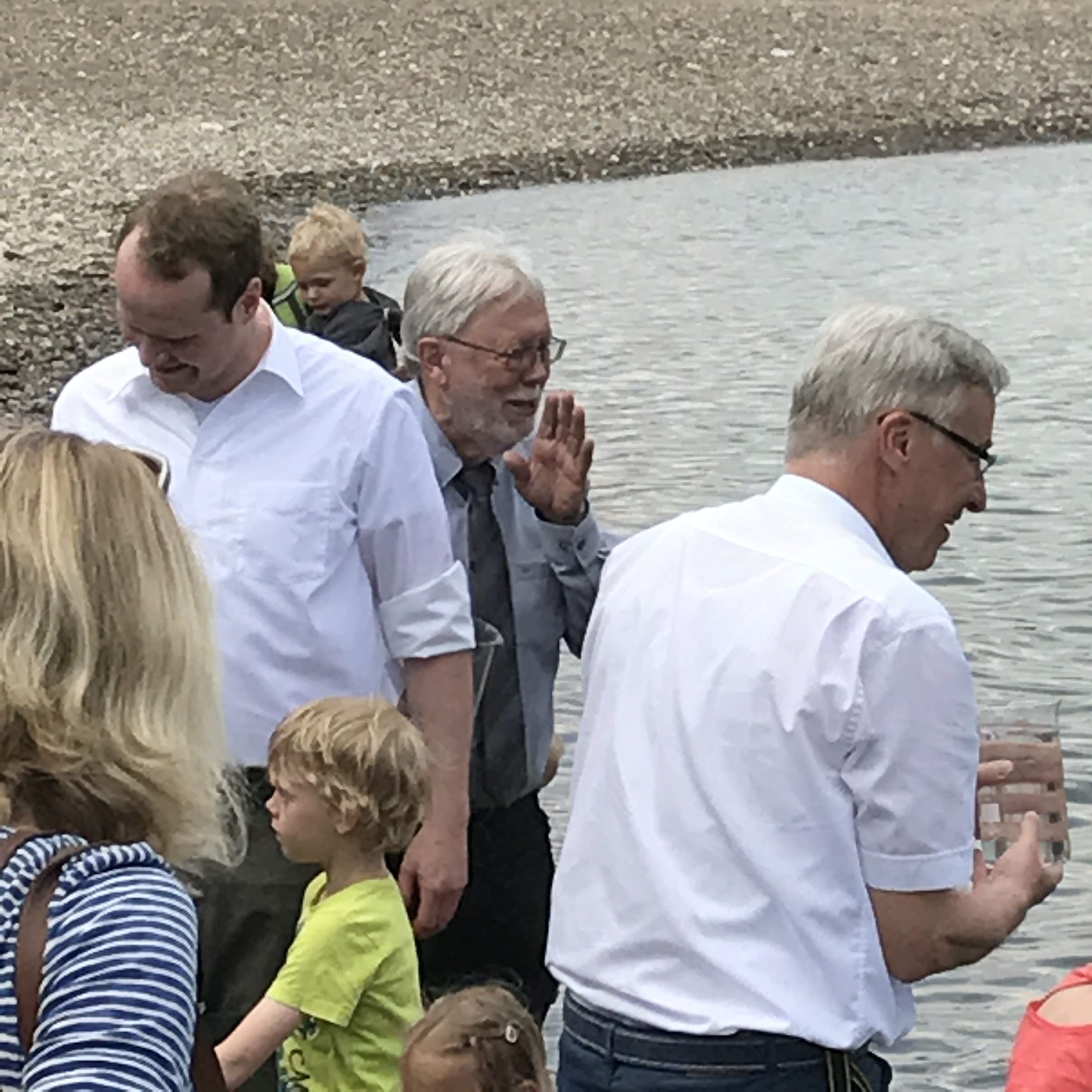
Der rheinland-pfälzische Umweltstaatssekretär Thomas Griese und Christoph Heider, HIT-Umweltstiftung füllen am 2. Juni 2017 in Kripp Maifischlarven in Gläser zum Einsetzen in den Rhein
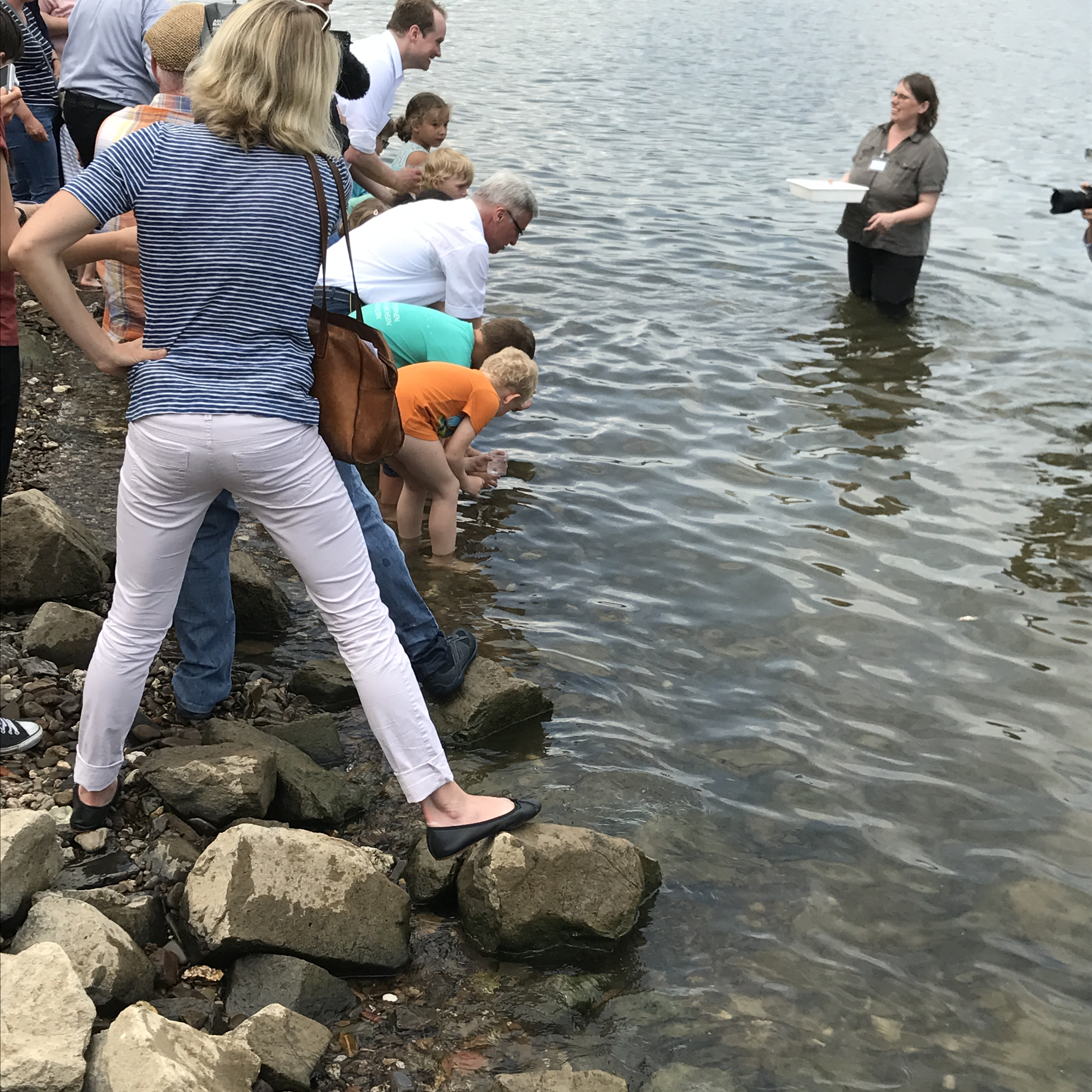
Der rheinland-pfälzische Umweltstaatssekretär Thomas Griese und Christoph Heider, HIT-Umweltstiftung setzen am 2. Juni 2017 in Kripp Maifischlarven in den Rhein ein, im Hintergrund Marion Meitzner, Stiftung Wasserlauf
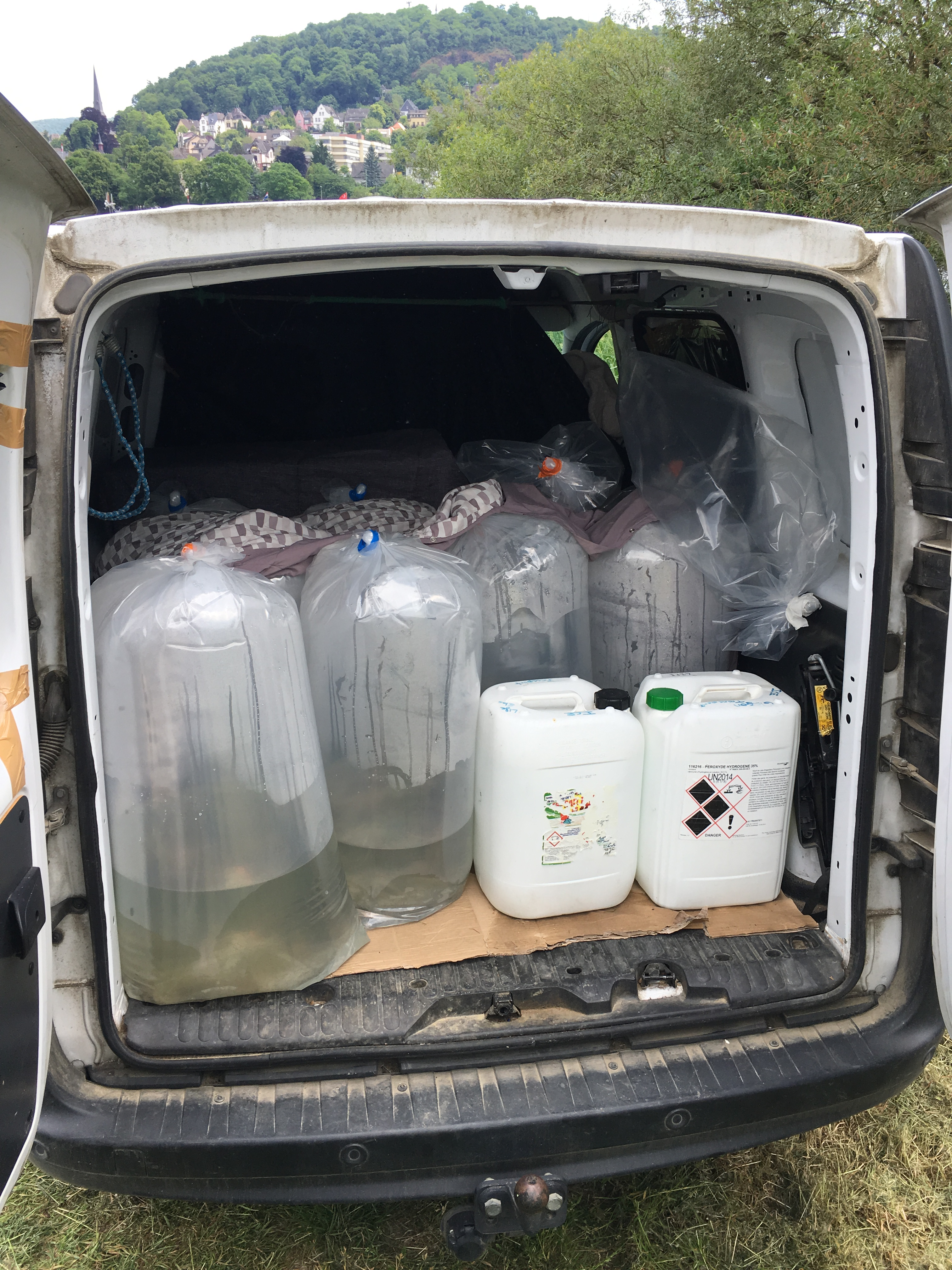
Maifischlarventransport am 2. Juni 2017 von der Gironde/Frankreich nach Kripp zum dortigen Besatz
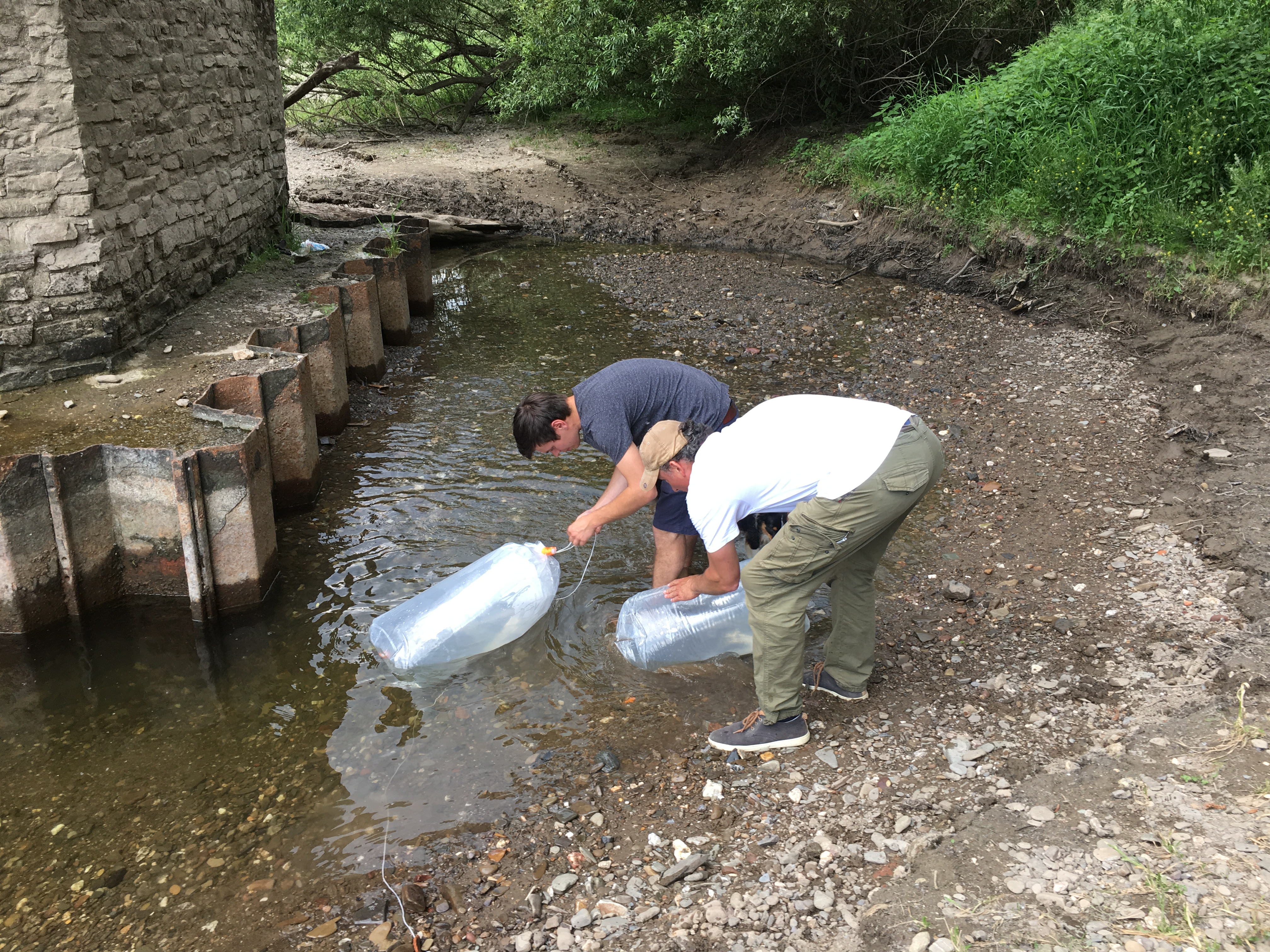
Maifischlarven werden in ihren Transportbehältern in die Ahr eingesetzt
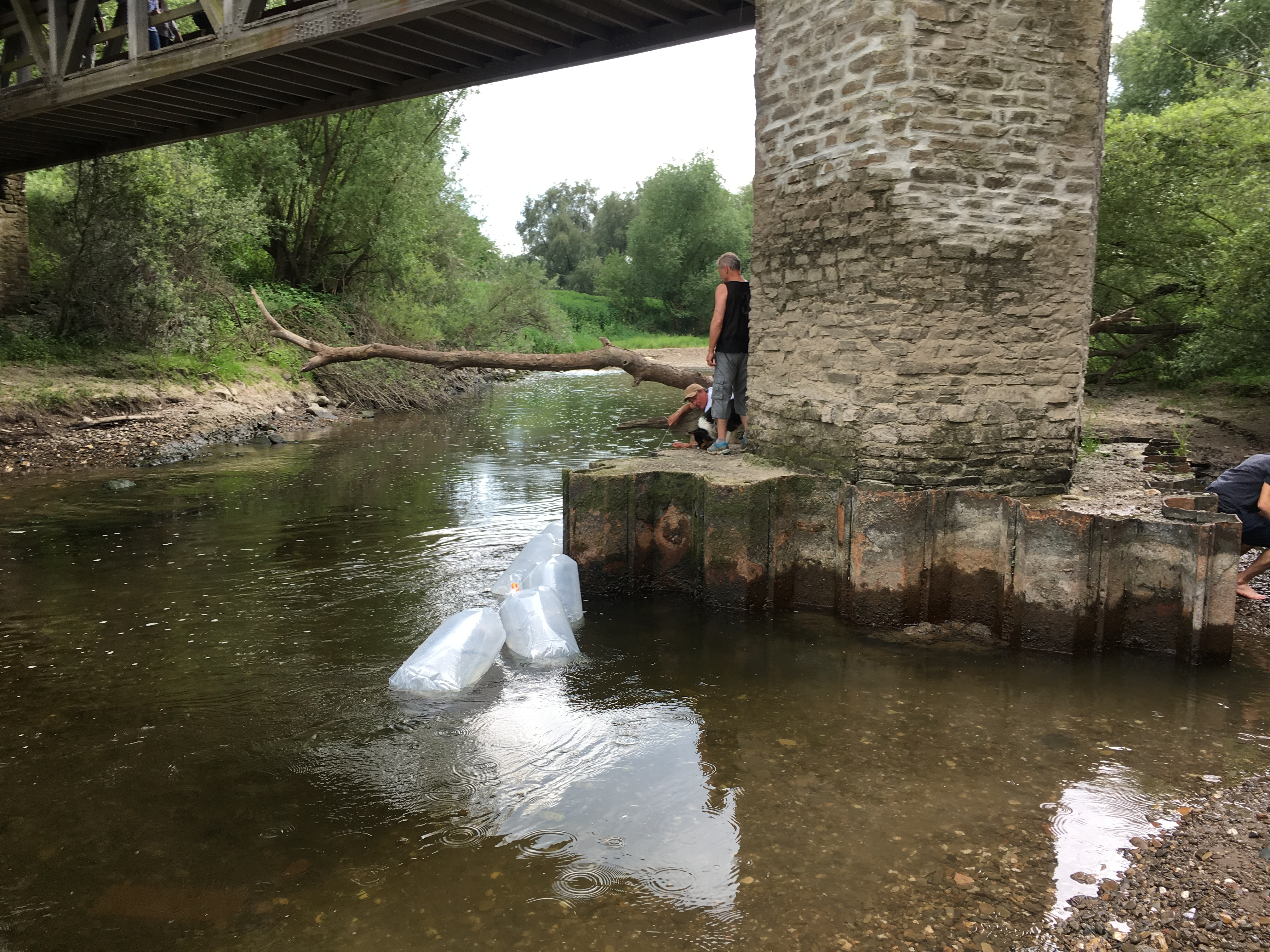
Die Transportbehälter mit Maifischlarven werden langsam an die Wassertemperatur der Ahr gewöhnt
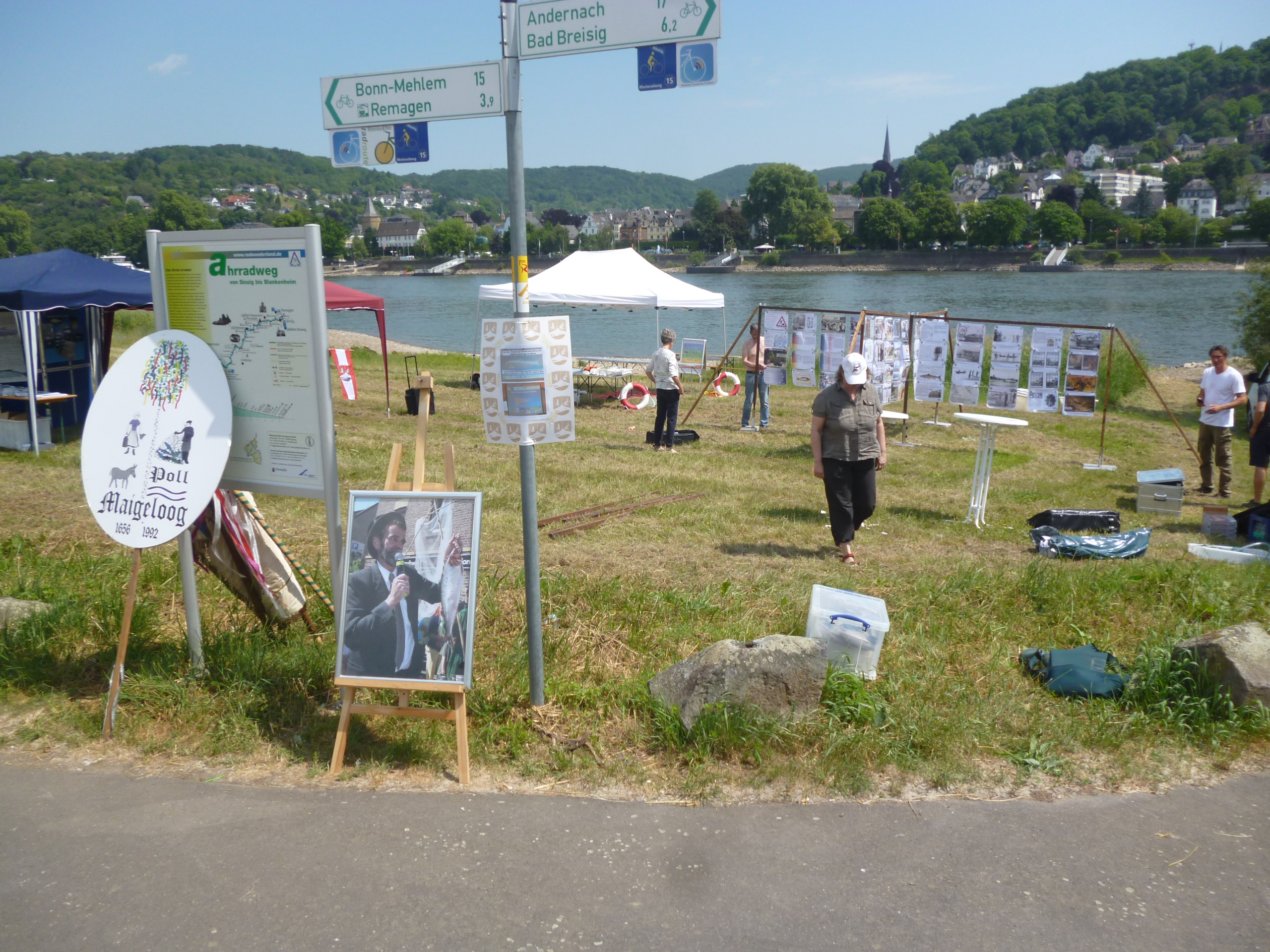
Mobile Maifisch-Ausstellung des Poller Heimatmuseums in Zusammenarbeit mit Poller Maigeloog anläßlich des Maifischbesatzes am 2. Juni 2017 in Kripp

## Sehenswürdigkeiten
- Alte Pumpe Kripp
- Katholische Pfarrkirche St. Johannes Nepomuk
- Hochwassernotkapelle Kripp
- Wasserturm Kripp
- Rheinpromenade Kripp
- Naturschutzgebiet Mündungsgebiet der Ahr
- Ahr-Kurve vor der Mündung
- An Kripp als bedeutende Treidelstation zwischen Köln und Koblenz erinnert eine Skulptur von Johannes Brus, die als eine Station des Skulpturenufer Remagen aufgestellt worden ist. Sie zeigt ein Boot aus Beton und zwei Pferde aus Bronze.
- Finte-Brunnen, als Erinnerung an den historischen Fang von Finten in Kripp
- Maria-Luisen-Quelle

## Sport
- Tischtennisclub Kripp
- Sportverein 1946 Kripp e. V.

## Mit Kripp verbundene Persönlichkeiten
- Fritz Rübbert (1915–1975), Maler und Grafiker